# Niño Compadrito
El Niño Compadrito o Niño del Cuzco es una figura popular peruana de Cuzco que es objeto de culto. Se cree, en general, que es el esqueleto auténtico de un niño del que se puede ver solo la cara ya que el resto del cuerpo está completamente cubierto de atuendos. Aunque es un esqueleto, lleva el pelo largo y tiene ojos de vidrio, pestañas y dientes.

## Historia
Según la leyenda, el esqueleto pertenece al hijo de un virrey español y de una princesa incaica, de ahí su facultad de hacer el mal o el bien. En 1975, monseñor Luis Vallejos, obispo de Cusco y prominente líder de la Teología de la Liberación, proscribió el culto aduciendo que fomentaba el oscurantismo.
La imagen fue trasladada a un escondite cerca del pueblo de Huayllabamba (al sur de Machu Picchu) donde se le siguió venerando de forma clandestina. El accidente automovilístico en que perdió la vida monseñor Vallejos, en 1982, fue visto como una venganza divina y el Niño Compadrito ganó miles de nuevos adeptos, incluso entre la gente ilustrada.
Según Takahiro Kato, un antropólogo japonés, el culto al Niño Compadrito se remonta a la época del Virreinato, cuando los españoles dominaban el antiguo imperio de los incas. La fusión de las creencias autóctonas con la fe de los conquistadores dio origen a decenas de deidades menores, como El Tío, patrono de los mineros, o Sarita Colonia, protectora de las prostitutas y los delincuentes.
La Iglesia católica no ha aceptado su culto.